# Takuma Koga
Takuma Koga (古賀 琢磨, Koga Takuma) est un footballeur japonais né le 30 avril 1969.